# Esgrima als Jocs Olímpics d'estiu de 2016
Als Jocs Olímpics d'Estiu de 2016, realitzats a la ciutat de Rio de Janeiro (Brasil), es disputaran deu proves d'esgrima, cinc en categoria masculina i cinc més en categoria femenina, en les modalitats d'espasa, floret i sabre.
La competició se celebrà entre els dies 6 i 14 d'agost de 2016 a les instal·lacions del Carioca Arena 3.

## Calendari
| Data →              | Ds 6              | Dg 7              | Dl 8             | Dm 9              | Dc 10             | Dj 11             | Dv 12             | Ds 13            | Dg 14             |
| Categoria masculina |                   | Floret individual |                  | Espasa individual | Sabre individual  |                   | Floret per equips |                  | Espasa per equips |
| Categoria femenina  | Espasa individual |                   | Sabre individual |                   | Floret individual | Espasa per equips |                   | Sabre per equips |                   |
| ------------------- | ----------------- | ----------------- | ---------------- | ----------------- | ----------------- | ----------------- | ----------------- | ---------------- | ----------------- |

## Resum medalles

### Categoria masculina
| Prova                     | Or                                                                           | Plata                                                                         | Bronze                                                                                  |
| Espasa individual detalls | Park Sang-young (KOR)                                                        | Géza Imre (HUN)                                                               | Gauthier Grumier (FRA)                                                                  |
| Espasa per equips detalls | FrançaGauthier Grumier · Yannick Borel · Daniel Jérent · Jean-Michel Lucenay | ItàliaEnrico Garozzo · Marco Fichera · Paolo Pizzo · Andrea Santarelli        | HongriaGábor Boczkó · Géza Imre · András Rédli · Péter Somfai                           |
|                           |                                                                              |                                                                               |                                                                                         |
| Floret individual detalls | Daniele Garozzo (ITA)                                                        | Alexander Massialas (USA)                                                     | Timur Safin (RUS)                                                                       |
| Floret per equips detalls | RússiaTimur Safin · Artur Akhmatkhuzin · Aleksey Cheremisinov                | FrançaJérémy Cadot · Enzo Lefort · Erwan Le Péchoux · Jean-Paul Tony Helissey | Estats UnitsMiles Chamley-Watson · Race Imboden · Alexander Massialas · Gerek Meinhardt |
|                           |                                                                              |                                                                               |                                                                                         |
| Sabre individual detalls  | Áron Szilágyi (HUN)                                                          | Daryl Homer (USA)                                                             | Kim Jung-hwan (KOR)                                                                     |

### Categoria femenina
| Prova                     | Or                                                                          | Plata                                                                     | Bronze                                                                           |
| Espasa individual detalls | Emese Szász (HUN)                                                           | Rossella Fiamingo (ITA)                                                   | Sun Yiwen (CHN)                                                                  |
| Espasa per equips detalls | RomaniaLoredana Dinu · Simona Gherman · Simona Pop · Ana Maria Brânză       | R.P. de la XinaHao Jialu · Sun Yiwen · Sun Yujie · Xu Anqi                | RússiaOlga Kochneva · Violetta Kolobova · Tatiana Logunova · Lyubov Shutova      |
|                           |                                                                             |                                                                           |                                                                                  |
| Floret individual detalls | Inna Deriglazova (RUS)                                                      | Elisa Di Francisca (ITA)                                                  | Inès Boubakri (TUN)                                                              |
|                           |                                                                             |                                                                           |                                                                                  |
| Sabre individual detalls  | Iana Egorian (RUS)                                                          | Sofiya Velikaya (RUS)                                                     | Olha Kharlan (UKR)                                                               |
| Sabre per equips detalls  | RússiaSofia Velikaya · Iana Egorian · Ekaterina Dyachenko · Iulia Gavrilova | UcraïnaOlha Kharlan · Olena Kravatska · Alina Komashchuk · Olena Voronina | Estats UnitsMonica Aksamit · Ibtihaj Muhammad · Dagmara Wozniak · Mariel Zagunis |

## Medaller
| Posició | País            | Or | Plata | Bronze | Total |
| 1       | Rússia          | 4  | 1     | 2      | 7     |
| 2       | Hongria         | 2  | 1     | 1      | 4     |
| 3       | Itàlia          | 1  | 3     | 0      | 4     |
| 4       | França          | 1  | 1     | 1      | 3     |
| 5       | Corea del Sud   | 1  | 0     | 1      | 2     |
| 6       | Romania         | 1  | 0     | 0      | 1     |
| 7       | Estats Units    | 0  | 2     | 2      | 4     |
| 8       | Ucraïna         | 0  | 1     | 1      | 2     |
| 8       | R.P. de la Xina | 0  | 1     | 1      | 2     |
| 10      | Tunísia         | 0  | 0     | 1      | 1     |
| Total   | Total           | 10 | 10    | 10     | 30    |